# Анкер

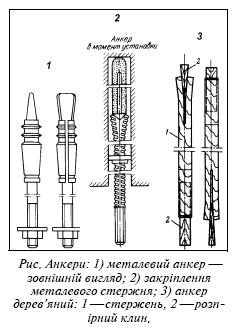

А́нкер (від нім. Anker — «якір») — металева (сталева) зв'язка, якою скріплюють складові частини машини, кам'яної споруди, основний елемент анкерного кріплення.

## Будівельні анкери
Розрізняють такі види будівельних анкерів:
- Анкер металевий — сталевий стрижень діаметром 0,02—0,025 м, довжиною 0,6—3 м з розпірною або клино-щілинною головкою на одному кінці для закріплення в шпурі, різьбленням і гайкою на іншому для закріплення підхвату або опорної шайби і натягу анкера. Металевий анкер як самостійне кріплення призначений для кріплення виробок, що проводяться в стійких і середньої стійкості породах (f ≥ 3) і по вугіллю. У поєднанні з рамним і суцільним кріпленням металевий анкер застосовують у виробках і з менш сприятливими гірничо-геологічними умовами як поза зоною, так і в зоні впливу очисних робіт.
- Металеві стрижні звичайно закріпляються по довжині шпуру хімічними складами або швидкодіючими сумішами на цементній або фосфогіпсовій основі. Цей різновид анкера призначений для виробок, що проводяться у вугіллі і слабких породах (f ≥ 1) як поза зоною, так і в зоні впливу очисних робіт.
- Анкер ґвинтовий — стрижень з різьбленням спеціального профілю, зовнішній діаметр (0,032 м) якого більше, ніж діаметр пробуреного шпуру, в який заґвинчується стержень. Ці анкери широко застосовуються на калійних рудниках.
- Анкер залізобетонний — металевий стрижень, забетонований в шпурі, з різьбленням і гайкою для закріплення опорної плитки на іншому кінці.
- Анкер дерев'яний — дерев'яний стрижень діаметром 0,036—0,04 м, довжиною 0,5—1 м і більше, що має на кінцях прорізи для дерев'яних клинів; при розклинюванні останніх анкер закріпляється в шпурі і втримує підхват. Застосування цього анкера обмежене в основному підготовчими виробками з терміном служби до 1 року. Можливе його застосування як допоміжного кріплення.
- Анкер полімерний — склопластиковий стрижень, закріплений по довжині шпуру хімічним розчином. Його доцільно застосовувати в умовах, при яких би анкери легко руйнувалися виконавчим органом добувного і прохідницького комбайна, вибуховими роботами або ручним інструментом при руйнуванні закріпленого масиву. Як самостійне кріплення застосовується у підготовчих виробках, проведених в породах стійких і середньої стійкості, а також в очисних вибоях, особливо при камерній або камерностовповій системах розробки.